# Mjösjön (Hjorteds socken, Småland, 639709-152519)
Mjösjön är en sjö i Västerviks kommun i Småland och ingår i Botorpsströmmens huvudavrinningsområde. Sjön är 13,5 meter djup, har en yta på 0,249 kvadratkilometer och befinner sig 91,8 meter över havet.